# Плајник
Плајник (алб. Pllajnik/Pllajë) је насељено место у општини Призрен на Косову и Метохији. Према попису становништва из 2011. у насељу је живело 405 становника.

## Положај
Атар насеља се налази на територији катастарске општине Плајник површине 596 ha у области Опоља. По законима привремених институција Косова село административно спада у општину Драгаш.

## Историја
У селу су сачувани многи словенски топоними. На брежуљку више села стоје остаци старе српске цркве.

## Становништво
Према попису из 2011. године, Плајник има следећи етнички састав становништва:
| Националност | 2011.        |
| Албанци      | 405 (100,0%) |
| Укупно       | 405          |

| Демографија | Демографија | Демографија |
| Година      | Становника  | Становника  |
| ----------- | ----------- | ----------- |
| 1948.       | 322         |             |
| 1953.       | 321         |             |
| 1961.       | 365         |             |
| 1971.       | 485         |             |
| 1981.       | 549         |             |
| 1991.       | 576         |             |
| 2011.       | 405         |             |